# ISO 3166
ISO 3166 – standard opublikowany przez Międzynarodową Organizację Normalizacyjną (ISO), regulujący kody krajów, terytoriów zależnych i ich jednostek administracyjnych (np. województw, krajów związkowych). Standard nosi oficjalną nazwę Kody nazw krajów i ich podział.
W skład standardu wchodzą:
- ISO 3166-1 – Kody nazw krajów i ich podział - część 1: kody państw - definiuje kody dla nazw państw, terytoriów zależnych oraz specjalnych obszarów. Składa się z trzech zestawów kodów państw:
  - ISO 3166-1 alfa-2 — dwuliterowe kody państw, najczęściej używany, szczególnie znany z Internetowych krajowych domen najwyższego poziomu (z kilkoma wyjątkami).
  - ISO 3166-1 alfa-3 — trzyliterowe kody państw, które są wizualnie łatwiejsze w rozpoznawaniu krajów
  - ISO 3166-1 numeryczny — trzycyfrowe kody państw, identyczne z przygotowanymi przez Departament Statystyki Organizacji Narodów Zjednoczonych. Ich zaletą jest niezależność od alfabetu pisma, szczególnie ważna dla osób używających alfabetów niełacińskich.
- ISO 3166-2 – Kody nazw krajów i ich podział - część 2: kody jednostek administracyjnych państw - definiuje kody jednostek administracyjnych (np. województw, krajów związkowych) wszystkich państw wymienionych w ISO 3166-1.
- ISO 3166-3 – Kody nazw krajów i ich podział - część 3: kody poprzednio używanych nazw państw - definiuje kody państw i terytoriów, które zostały usunięte ze standardu ISO 3166-1 od czasu jego pierwszej publikacji w 1974 roku.

Pierwsza edycja ISO 3166 została opublikowana w 1974 i zawierała jedynie kody literowe. Druga edycja, opublikowana w 1981, zawierała dodatkowo kody numeryczne. Edycje trzecia (1988) i czwarta (1993) utrzymywały ten podział. W piątej edycji (publikacja w latach 1997-1999) zostały dodane części dotyczące podziału administracyjnego państw oraz byłych państw.

## Agencja zarządzająca ISO 3166
Standard ISO 3166 jest utrzymywany przez Agencję zarządzającą ISO 3166 (ang. ISO 3166 Maintenance Agency, ISO 3166/MA), znajdującą się w centralnej siedzibie Międzynarodowej Organizacji Normalizacyjnej (ISO) w Genewie. Początkowo urzędowała ona w Niemieckim Instytucie Normalizacyjnym w Berlinie. Jej głównymi zadaniami są:
- dodawanie i usuwanie nazw państw (jednostek administracyjnych) i przydzielanie im kodów;
- publikowanie list nazw państw (jednostek administracyjnych) i ich kodów;
- utrzymywanie listy wszystkich elementów kodu kraju i kodów jednostek podziału administracyjnego razem   z kodami i okresem ich używania;
- publikowanie informacji wprowadzających zmiany do tablic kodów;
- doradzać użytkownikom w sprawie używania kodów ISO 3166.

Agencja zarządzająca ISO 3166 ma dziesięciu członków z prawem głosu. Pięciu z nich reprezentuje narodowe organizacje normalizacyjne:
- Association française de normalisation (AFNOR) — Francja
- American National Standards Institute (ANSI) — Stany Zjednoczone
- British Standards Institution (BSI) — Wielka Brytania
- Deutsches Institut für Normung (DIN) — Niemcy
- Swedish Standards Institute (SIS) — Szwecja.

Pozostałych pięciu członków reprezentuje agencje ONZ oraz organizacje międzynarodowe:
- Międzynarodowa Agencja Energii Atomowej (IAEA)
- Międzynarodowy Związek Telekomunikacyjny (ITU)
- Internet Corporation for Assigned Names and Numbers (ICANN)
- Powszechny Związek Pocztowy (UPU)
- Europejska Komisja Gospodarcza (UNECE).

W skład ISO 3166/MA wchodzą jeszcze inni zrzeszeni członkowie bez prawa głosu. W ramach swoich kompetencji mają oni znaczący wpływ na procedury podejmowania decyzji w agencji.